# Ханнит
Ханнит (устар. Хаанньыт) — река в Вилюйском улусе Якутии, приток реки Лена. Протяжённость реки составляет 18 км. Впадает в Лену через протоку Сала слева на расстоянии 989 км от устья Лены. В 0,8 км от устья справа впадает река Тас-Юрях.

## Данные водного реестра
По данным государственного водного реестра России и геоинформационной системы водохозяйственного районирования территории РФ, подготовленной Федеральным агентством водных ресурсов:
- Бассейновый округ — Ленский
- Речной бассейн — Лена
- Речной подбассейн — Лена ниже впадения Вилюя до устья
- Водохозяйственный участок — Лена от впадения Вилюя до водного поста ГМС Джарджан[2]